# Palonen (ö i Södra Savolax)
Palonen är en ö i Finland. Den ligger i sjön Saimen och i kommunen Sankt Michel i den ekonomiska regionen  S:t Michel och landskapet Södra Savolax, i den södra delen av landet, 200 km nordost om huvudstaden Helsingfors. Öns area är 42 hektar och dess största längd är 1,5 kilometer i sydöst-nordvästlig riktning.